# Milan Škriniar
Milan Škriniar, né le 11 février 1995 à Žiar nad Hronom en Slovaquie, est un footballeur international slovaque qui évolue au poste de défenseur central au Fenerbahçe SK.  
En 2017, il figure dans l'équipe type de l'Euro espoirs, disputé en Pologne.

## Biographie

### MŠK Žilina
Milan Škriniar commence sa carrière professionnelle au MŠK Žilina. Il dispute ses premières minutes de championnat slovaque le 27 mars 2012 âgé de 17 ans et 49 jours contre le Zlaté Moravce. Le 23 novembre 2012, il marque le tout premier but de sa carrière face au Zlaté Moravce lors d'une victoire 4-1 du MŠK Žilina. Il termine la saison 2011-2012 et commence la saison 2012-2013 avec le MŠK Žilina avant d'être prêté en février 2013 au Zlaté Moravce jusqu'en juin 2013 pour avoir un peu plus d'expérience.

### Sampdoria
Le 29 janvier 2016, la Sampdoria annonce la signature de Milan Škriniar pour la somme d'un million d'euros, avec un contrat à la clé de quatre ans et demi. Il fait ses débuts avec son nouveau club lors d'une victoire à domicile contre la Lazio Rome le 24 avril 2016. Durant la saison 2016-2017, Milan joue un rôle capital dans la formation dirigée par Marco Giampaolo, terminant la campagne comme le plus jeune défenseur à avoir fait au moins 35 apparitions en Serie A. Il se fait alors remarquer des plus grandes équipes d'Italie.

### Inter Milan
Le 7 juillet 2017, il s'engage officiellement pour l'Inter Milan en concluant un contrat qui s'étend jusqu'en juin 2022 en provenance de l'UC Sampdoria et portera le numéro 37. Il défend les couleurs des Nerazzurri pour la première fois lors d'un match de pré-saison en juillet 2017 et il dispute son premier match de Serie A le 20 août 2017 par une victoire des siens à domicile 3-0 face à la Fiorentina. Milan Škriniar marque alors son premier but sous le maillot Nerazzuro le 16 septembre 2017 lors d'une victoire deux buts à zéro contre FC Crotone. Il réalise une première saison très réussie qui lui vaut d'être considéré comme l'un des meilleurs défenseurs du moment.
Avec l'arrivée de Stefan de Vrij, il compose l'une des défenses les plus solides de Serie A.
Il est sacré champion d'Italie avec l'Inter lors de la saison 2020-2021.
Le 3 novembre 2021, Škriniar inscrit son premier but en Ligue des champions face au FC Sheriff Tiraspol. Son équipe s'impose par trois buts à un ce jour-là,.
Devenu capitaine, Škriniar perd ce brassard en février 2023 après avoir refusé de prolonger son contrat avec le club au-delà de juin 2023 pour rejoindre libre le Paris Saint-Germain. Ne jouant également plus à partir du 13 février en raisons de problèmes aux dos, il subit en avril une intervention chirurgicale à la colonne lombaire.
Le 30 juin 2023, l'Inter Milan annonce le départ du joueur à la fin de son contrat.

### Paris Saint-Germain
Le 6 juillet 2023, Milan Škriniar rejoint officiellement le Paris Saint-Germain pour une durée de 5 ans. Il devient par la même occasion le premier joueur slovaque de l'histoire du Paris Saint-Germain. Comme dans son précédent club, le Slovaque portera le numéro 37.
Škriniar marque son premier but pour le Paris Saint-Germain le 7 novembre 2023, lors d'une rencontre de Ligue des champions face à l'AC Milan. Il ouvre le score de la tête mais son équipe est battue par deux buts à un,.

### Fenerbahçe SK
Peu utilisé au Paris Saint-Germain par Luis Enrique, Milan Škriniar est prêté au Fenerbahçe SK le 30 janvier 2025 jusqu'à la fin de la saison. En juillet, le prêt est transformé en transfert définitif pour un montant estimé à 10 millions d'euros.

### En sélection
Škriniar est appelé dans plusieurs sélections nationales de jeunes (moins de 17 ans, moins de 18 ans, moins de 19 ans, espoirs dès novembre 2012). 
Il honore sa première sélection avec l'équipe nationale de Slovaquie face à la Géorgie le 27 mai 2016,. Il est retenu par le sélectionneur Ján Kozák afin de disputer l'Euro 2016 organisé en France. En 2017, il est aussi appelé avec les espoirs slovaques pour disputer l'Euro espoirs. Il figure dans l'équipe type de ce tournoi qui se déroule en Pologne. 
Il est retenu dans la liste des 26 joueurs slovaques du sélectionneur Štefan Tarkovič pour participer à l'Euro 2020. Durant la compétition, il inscrit le seul but slovaque de la compétition face à la Pologne lors du premier match de poules.  
En juin 2022, après l'annonce de la retraite internationale de Marek Hamšík, Štefan Tarkovič nomme Milan Škriniar comme le nouveau capitaine de la sélection de Slovaquie. 
Le 7 juin 2024, il figure dans la liste des 26 joueurs slovaques retenus par Francesco Calzona pour participer à l'Euro 2024. 

## Style de jeu
Škriniar est un défenseur complet. Sa puissance impressionnante l'aide dans ses interventions défensives, qu'elles soient aériennes ou au sol. Il peut être dangereux sur phase arrêtée[réf. souhaitée]. Malgré ses quelques lacunes techniques, il perd rarement la balle et ses passes sont précises.[réf. souhaitée]

## Statistiques
| Saison                | Club                  | Championnat           | Championnat | Championnat | Championnat | Coupe(s) nationale(s) | Coupe(s) nationale(s) | Coupe(s) nationale(s) | Supercoupe | Supercoupe | Supercoupe | Compétition(s) continentale(s) | Compétition(s) continentale(s) | Compétition(s) continentale(s) | Compétition(s) continentale(s) | Total | Total | Total |
| Saison                | Club                  | Division              | M.          | B.          | P.d.        | M.                    | B.                    | P.d.                  | M.         | B.         | P.d.       | Comp.                          | M.                             | B.                             | P.d.                           | M.    | B.    | P.d.  |
| 2011-2012             | MŠK Žilina            | Super Liga            | 2           | 0           | 0           | 1                     | 0                     | 0                     | -          | -          | -          | -                              | -                              | -                              | -                              | 3     | 0     | 0     |
| 2012-2013             | MŠK Žilina            | Super Liga            | 10          | 1           | 0           | 4                     | 0                     | 0                     | -          | -          | -          | -                              | -                              | -                              | -                              | 14    | 1     | 0     |
| 2013-2014             | MŠK Žilina            | Super Liga            | 15          | 1           | 0           | 1                     | 0                     | 0                     | -          | -          | -          | C3                             | 1                              | 0                              | 0                              | 17    | 1     | 0     |
| 2014-2015             | MŠK Žilina            | Super Liga            | 32          | 6           | 0           | 3                     | 2                     | 0                     | -          | -          | -          | -                              | -                              | -                              | -                              | 35    | 8     | 0     |
| 2015-2016             | MŠK Žilina            | Super Liga            | 18          | 4           | 0           | 1                     | 1                     | 0                     | -          | -          | -          | C3                             | 8                              | 0                              | 0                              | 27    | 5     | 0     |
| Sous-total            | Sous-total            | Sous-total            | 77          | 12          | 0           | 10                    | 3                     | 0                     | -          | -          | -          | -                              | 9                              | 0                              | 0                              | 96    | 15    | 0     |
| 2012-2013             | Zlaté Moravce (prêt)  | Super Liga            | 7           | 0           | 0           | -                     | -                     | -                     | -          | -          | -          | -                              | -                              | -                              | -                              | 7     | 0     | 0     |
| 2015-2016             | Sampdoria             | Serie A               | 3           | 0           | 0           | -                     | -                     | -                     | -          | -          | -          | -                              | -                              | -                              | -                              | 3     | 0     | 0     |
| 2016-2017             | Sampdoria             | Serie A               | 35          | 0           | 0           | -                     | -                     | -                     | -          | -          | -          | -                              | -                              | -                              | -                              | 35    | 0     | 0     |
| Sous-total            | Sous-total            | Sous-total            | 38          | 0           | 0           | -                     | -                     | -                     | -          | -          | -          | -                              | -                              | -                              | -                              | 38    | 0     | 0     |
| 2017-2018             | Inter Milan           | Serie A               | 38          | 4           | 0           | 2                     | 0                     | 0                     | -          | -          | -          | -                              | -                              | -                              | -                              | 40    | 4     | 0     |
| 2018-2019             | Inter Milan           | Serie A               | 35          | 0           | 1           | 2                     | 0                     | 0                     | -          | -          | -          | C1+C3                          | 6+3                            | 0+0                            | 0+0                            | 46    | 0     | 1     |
| 2019-2020             | Inter Milan           | Serie A               | 32          | 0           | 0           | 3                     | 0                     | 0                     | -          | -          | -          | C1+C3                          | 6+1                            | 0+0                            | 0+0                            | 42    | 0     | 0     |
| 2020-2021             | Inter Milan           | Serie A               | 32          | 3           | 0           | 4                     | 0                     | 0                     | -          | -          | -          | C1                             | 3                              | 0                              | 0                              | 39    | 3     | 0     |
| 2021-2022             | Inter Milan           | Serie A               | 35          | 3           | 0           | 4                     | 0                     | 0                     | 1          | 0          | 0          | C1                             | 8                              | 1                              | 0                              | 48    | 4     | 0     |
| 2022-2023             | Inter Milan           | Serie A               | 21          | 0           | 0           | 1                     | 0                     | 0                     | 1          | 0          | 1          | C1                             | 8                              | 0                              | 0                              | 31    | 0     | 1     |
| Sous-total            | Sous-total            | Sous-total            | 193         | 10          | 1           | 16                    | 0                     | 0                     | 2          | 0          | 1          | -                              | 35                             | 1                              | 0                              | 246   | 11    | 2     |
| 2023-2024             | Paris Saint-Germain   | Ligue 1               | 24          | 0           | 0           | 1                     | 0                     | 0                     | 1          | 0          | 0          | C1                             | 6                              | 1                              | 0                              | 32    | 1     | 0     |
| 2024-2025             | Paris Saint-Germain   | Ligue 1               | 5           | 0           | 0           | -                     | -                     | -                     | -          | -          | -          | C1                             | -                              | -                              | -                              | 5     | 0     | 0     |
| Sous-total            | Sous-total            | Sous-total            | 29          | 0           | 0           | 1                     | 0                     | 0                     | 1          | 0          | 0          | -                              | 6                              | 1                              | 0                              | 37    | 1     | 0     |
| 2024-2025             | Fenerbahçe SK (prêt)  | SüperLig              | 16          | 3           | 0           | 3                     | 0                     | 0                     | -          | -          | -          | C3                             | 4                              | 0                              | 1                              | 23    | 3     | 1     |
| 2025-2026             | Fenerbahçe SK         | SüperLig              | 1           | 0           | 0           | 0                     | 0                     | 0                     | -          | -          | -          | C1                             | 2                              | 0                              | 0                              | 3     | 0     | 0     |
| Sous-total            | Sous-total            | Sous-total            | 17          | 3           | 0           | 3                     | 0                     | 0                     | 1          | 0          | 0          | -                              | 6                              | 0                              | 1                              | 27    | 3     | 1     |
| Total sur la carrière | Total sur la carrière | Total sur la carrière | 361         | 25          | 1           | 30                    | 3                     | 0                     | 3          | 0          | 1          | -                              | 56                             | 2                              | 1                              | 450   | 30    | 3     |

## En sélection nationale
| Saison                | Sélection             | Phases finales        | Phases finales | Phases finales | Phases finales | Éliminatoires CDM | Éliminatoires CDM | Éliminatoires CDM | Éliminatoires EURO | Éliminatoires EURO | Éliminatoires EURO | Ligue Nations UEFA | Ligue Nations UEFA | Ligue Nations UEFA | Matchs amicaux | Matchs amicaux | Matchs amicaux | Total | Total | Total |
| Saison                | Sélection             | Compétition           | M              | B              | Pd             | M                 | B                 | Pd                | M                  | B                  | Pd                 | M                  | B                  | Pd                 | M              | B              | Pd             | M     | B     | Pd    |
| --------------------- | --------------------- | --------------------- | -------------- | -------------- | -------------- | ----------------- | ----------------- | ----------------- | ------------------ | ------------------ | ------------------ | ------------------ | ------------------ | ------------------ | -------------- | -------------- | -------------- | ----- | ----- | ----- |
| 2015-2016             | Slovaquie             | Euro 2016             | 2              | 0              | 0              | -                 | -                 | -                 | -                  | -                  | -                  | -                  | -                  | -                  | 2              | 0              | 0              | 4     | 0     | 0     |
| 2016-2017             | Slovaquie             | -                     | -              | -              | -              | 6                 | 0                 | 0                 | -                  | -                  | -                  | -                  | -                  | -                  | 1              | 0              | 0              | 7     | 0     | 0     |
| 2017-2018             | Slovaquie             | -                     | -              | -              | -              | 1                 | 0                 | 1                 | -                  | -                  | -                  | -                  | -                  | -                  | 6              | 0              | 0              | 7     | 0     | 1     |
| 2018-2019             | Slovaquie             | -                     | -              | -              | -              | -                 | -                 | -                 | 3                  | 0                  | 0                  | 4                  | 0                  | 0                  | 1              | 0              | 0              | 8     | 0     | 0     |
| 2019-2020             | Slovaquie             | -                     | -              | -              | -              | -                 | -                 | -                 | 5                  | 0                  | 0                  | -                  | -                  | -                  | -              | -              | -              | 5     | 0     | 0     |
| 2020-2021             | Slovaquie             | Euro 2020             | 3              | 1              | 0              | 3                 | 2                 | 1                 | 1                  | 0                  | 0                  | 4                  | 0                  | 0                  | 1              | 0              | 0              | 12    | 3     | 1     |
| 2021-2022             | Slovaquie             | -                     | -              | -              | -              | 7                 | 0                 | 0                 | -                  | -                  | -                  | 2                  | 0                  | 0                  | 2              | 0              | 0              | 11    | 0     | 0     |
| 2022-2023             | Slovaquie             | -                     | -              | -              | -              | -                 | -                 | -                 | 2                  | 0                  | 0                  | 2                  | 0                  | 0                  | 2              | 0              | 0              | 6     | 0     | 0     |
| 2023-2024             | Slovaquie             | Euro 2024             | 4              | 0              | 0              | -                 | -                 | -                 | 6                  | 0                  | 0                  | -                  | -                  | -                  | 2              | 0              | 0              | 12    | 0     | 0     |
| 2024-2025             | Slovaquie             | -                     | -              | -              | -              | -                 | -                 | -                 | -                  | -                  | -                  | 7                  | 0                  | 0                  | 2              | 0              | 0              | 9     | 0     | 0     |
| Total sur la carrière | Total sur la carrière | Total sur la carrière | 9              | 1              | 0              | 17                | 2                 | 2                 | 17                 | 0                  | 0                  | 19                 | 0                  | 0                  | 19             | 0              | 0              | 81    | 3     | 2     |

## Palmarès
| MŠK Žilina (2)                                                                                   | Inter Milan (5) | Paris Saint-Germain (4) |
| ------------------------------------------------------------------------------------------------ | --- | --- |
| - Super Liga : - Champion : 2012 - Vice-Champion : 2015 - Coupe de Slovaquie : - Champion : 2012 | - Serie A : - Champion : 2021 - Vice-Champion : 2020 et 2022 - Coupe d'Italie : - Vainqueur : 2022 et 2023. - Supercoupe d'Italie : - Vainqueur : 2021 et 2022. - Ligue des champions : - Finaliste : 2023 - Ligue Europa : - Finaliste : 2020 | - Trophée des champions : - Vainqueur : 2023 - Ligue 1 : - Vainqueur en 2024 et 2025 - Coupe de France : - Vainqueur en 2024 |

## Distinctions personnelles
- Figure dans l'équipe type du tournoi lors de l'Euro espoirs en 2017
- Élu meilleur défenseur de Serie A en 2017